# Superman és a Nap-expedíció
A Superman és a Nap-expedíció (eredeti cím: All-Star Superman) egész estés amerikai 2D-s számítógépes animációs film, amely eredetileg DVD-n jelent meg 2011-ben. A forgatókönyvet Dwayne McDuffie, Jerry Siegel, Joe Shuster, Grant Morrison és Frank Quitely írta, Sam Liu rendezte, a zenéjét Christopher Drake szerezte, a producere Bruce Timm és Bobbie Page. A Warner Bros. Animation, a Warner Premiere és a DC Comics készítette.
Amerikában 2011. február 22-én adta ki DVD-n a Warner Home Video, Magyarországon pedig 2012. július 1-én mutatták be az HBO-n.

## Ismertető
A filmben Lex Luthor új tervet kovácsol Superman elpusztítására, mely során a kriptoni erejét adó napsugarakat megmérgezi. Superman emiatt egyre jobban gyengül, de utolsó erejével még próbálja megállítani a világuralomra törő Luthort. A film a főtörténet mellett több, kisebb történetet is tartalmaz, hasonlóan a Batman: Gotham lovagjához és a Zöld Lámpás: Smaragd lovagokhoz.

## Tartalom
Egy űrhajó nagy bajba kerül, a napba fognak csapódni, de Superman megmenti őket. Ezután Superman azt veszi észre, hogy okosabb és erősebb lett, fogékonyabb a dolgok iránt, de rá kell jönnie, hogy a sejtjei is megváltoztak, ezért meg fog halni. Kiderül, hogy az egészet Lex Luthor-nak köszönheti, aki éppen börtönben van és a kivégzésére vár emberiség elleni bűnök miatt. Még mindig ki nem állhatja Superman-t, szerinte ő egy földönkívüli, akihez mérve minden ember senki, egy apró porszem. Úgy gondolja, hogy Superman minden képességét csak úgy kapta, míg neki a szépen kidolgozott izmaiért is keményen meg kell dolgoznia.
Lex Superman egyik segédjét átprogramozza és ellopat vele egy szérumot, amit megiszik és így 24 óráig olyan erős lesz, mint Superman. Ezért a villamosszékben nem hal meg, kiszabadul a börtönből és a városba megy, ahol megküzd Superman-nel.
Eközben Superman egy utazásra indul Lois Lane-el, bejárnak berket-bokrot. Elmondja neki, hogy amióta meglátta, azóta szereti. Lois is így érez, de nem lehet köztük sok minden, mert nem egyforma a sejtfelépítésük. Ezenkívül Superman elmondja, hogy ő valójában Clark Kent.

## Szereplők
| Szereplő              | Eredeti hang             | Magyar hang          |
| --------------------- | ------------------------ | -------------------- |
| Superman / Clark Kent | James Denton             | Megyeri János        |
| Lois Lane             | Christina Hendricks      | Solecki Janka        |
| Lex Luthor            | Anthony LaPaglia         | Csík Csaba Krisztián |
| Perry White           | Edward Asner             | Forgács Gábor        |
| Bíró                  | Obba Babatundé           | Cs. Németh Lajos     |
| Atlasz                | Steve Blum               | Maday Gábor          |
| Sam Lane tábornok     | Steve Blum               | Jakab Csaba          |
| Nasthalthia           | Linda Cardellini         | Nemes Takách Kata    |
| Floral                | Cathy Cavadini           | ?                    |
| Martha Kent           | Frances Conroy           | Bókai Mária          |
| Lead ügynök           | Chris Cox                | ?                    |
| Dr. Leo Quintum       | Alexis Denisof           | Szabó Máté           |
| Samson                | John DiMaggio            | Orosz Ákos           |
| Solaris               | Robin Atkin Downes       | Bardóczy Attila      |
| Parazita              | Michael Gough            | Seder Gábor          |
| Jimmy Olsen           | Matthew Gray Gubler      | Markovics Tamás      |
| Lilo                  | Finola Hughes            | Erdős Borcsa         |
| Steve Lombard         | Kevin Michael Richardson | Barbinek Péter       |
| Krull                 | Fred Tatasciore          | ?                    |
| Bar-El                | Arnold Vosloo            | Czvetkó Sándor       |